# Поткрај (Ајдовшчина)
Поткрај (словен. Podkraj) насеље у Випавској долини у општини Ајдовшчина, покрајини Приморска која припада Горишкој регији Републике Словеније.
Поткрај лежи у Випаској долини између планина Трновског гозда, Наноса и Хрушице на надморској висини од 800 метара. Обухвата засеоке Тршевје, Среботи и Хрушица. Лежи на путу Цол — Калце. У насељу живи 437 становника.
Парохијска црква у насељу посвећена је Светој Маргарити и припада Епархији Копар. Друга црква у насељу, припадају истој парохији а посвећена је Светом Духу.
Кроз Поткрај води трансверзала означена као словеначки планиски пут. Из Поткраја води пут ка Војковој колиби на Наносу и ка Пирнатовој колиби на Јаворнику, а поред тога урађене су и означене планинске стазе ка Крижној гори и Светом Духу.

## Галерија
- Поткрај
- Поткрај на разгледници из 1899. године.